# 북의성 나들목
북의성 나들목(N.Uiseong IC)은 경상북도 의성군 단촌면 하화리에 설치된 서산영덕고속도로의 29번 나들목이다. 의성군 의성읍, 단촌면 및 안동시 일직면 등지로 진출할 수 있으며, 2016년 12월 26일에 개통되었다. 
의성읍내는 의성 나들목보다 이곳에서 더 가깝다. 

## 역사
- 2010년 5월 11일 : 나들목 신설을 위해 의성군 도시계획시설 교통광장에 단촌면 하화리 일원을 북의성 나들목으로 고시[1]
- 2016년 12월 23일 : 개통일을 12월 26일로 연기[2]
- 2016년 12월 26일 : 서산영덕고속도로 상주 ~ 영덕 구간 개통과 함께 영업 개시[3]

## 구조물 정보
- 위치: 경상북도 의성군 단촌면 하화리
- 영업소: 경상북도 의성군 단촌면 경북대로 6426-57

## 접속하는 도로
- 경북대로 (국도 제5호선, 지방도 제914호선)

## 교통량 정보
| 요금소          | 통행량 (대/일) | 통행량 (대/일) | 통행량 (대/일) | 통행량 (대/일) | 각주  |
| 요금소          | 2016년         | 2017년         | 2018년         | 2019년         | 각주  |
| --------------- | -------------- | -------------- | -------------- | -------------- | ----- |
| 북의성 (폐쇄식) | 1,273          | 955            | 981            | 1,016          | [ 4 ] |